# Sarjärv
För sjön i Kronoby kommun, se Sarjärv (sjö i Kronoby, Österbotten, Finland).
Sarjärv är en sjö i Finland. Den ligger i kommunen Vörå i landskapet Österbotten, i den centrala delen av landet, 400 km norr om huvudstaden Helsingfors. Sarjärv ligger 40 meter över havet. Arean är 1,9 hektar och strandlinjen är 0,64 kilometer lång. Sjön  ingår i Kimo å huvudavrinningsområde.   I omgivningarna runt Sarjärv växer i huvudsak blandskog.